# Andrena jazleya
Andrena jazleya là một loài Hymenoptera trong họ Andrenidae. Loài này được Pohl & Larkin mô tả khoa học năm 2006.